# Trahit

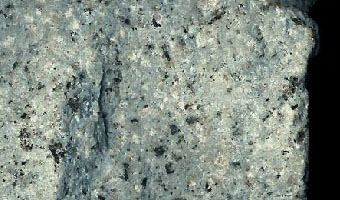
Trahit

Trahit (germană Trachyt, greacă τραχύς (trahys)- dur, aspru), este o rocă vulcanică. 

## Descriere
Ea a fost găsită în vulcanitele din  Auvergne și a fost descrisă și numită în anul 1813 de mineralogul francez Alexandre Brongniart. În procesul de răcire se separă sub forme de bule gazele formând goluri de dimensiuni diferite în masa rocii, acestea determină aspectul aspru al rocii. Trahitul în nomenclatura veche mai este denumit ortophir (ortophyr) ortoclastfir.

## Compoziție chimică
Din punct de vedere chimic trahitul care se formează aproape de suprafață este identic cu roca de adâncime sienit. Concentrația lui în bioxid de siliciu (SiO2) variază între 57,6 și 69 % , acest procent este mai mic ca și în cazul riolitului. Pe când procentele în oxizii alcalini de sodiu și potasiu ( Na2O și  K2O ) sunt mai ridicate ca la dacit atingând un procent de peste 7 %.

## Compoziție mineralogică
Trahitul este compus în mare parte din feldspate alcaline (9 0%) (sanidin și ortoclaz) ca și plagiclaze bogate în sodiu, Procentul mineralelor bogate în siliciu ca de exemplu cuarțul se află între 10 și 20 %. Într-un procent neînsemnat se află clinopiroxenii, blenda, biotitul și faialitul. Porfiritele cu structura lor sticloasă în schimb apar într-un procent mai mare în compoziția rocii.

## Plutonite - Vulcanite
Granit - Riolit

Granodiorit - Dacit

Diorit - Andezit

Sienit - Trahit

Gabro - Bazalt